# Katukurunda Airport
Katukurunda Airport är en flygplats i Sri Lanka.   Den ligger i provinsen Västprovinsen, i den sydvästra delen av landet, 40 km söder om huvudstaden Colombo. Katukurunda Airport ligger 2 meter över havet.
Terrängen runt Katukurunda Airport är platt. Havet är nära Katukurunda Airport västerut. Runt Katukurunda Airport är det tätbefolkat, med 493 invånare per kvadratkilometer. Närmaste större samhälle är Kalutara, 4,1 km nordväst om Katukurunda Airport. Omgivningarna runt Katukurunda Airport är en mosaik av jordbruksmark och naturlig växtlighet.